# Antônio Urbano de Almeida
Antônio Urbano de Almeida (Quixadá, 1900 - Fortaleza, 1982) foi um engenheiro e político brasileiro.

## Biografia
Diplomado em engenharia civil pela Escola de Minas de Ouro Preto, em 1924, sua primeira profissão foi de engenheiro residente, trabalhando na Rede de Viação Cearense, na ligação ferroviária do Ceará com a Paraíba.
Foi prefeito de Fortaleza em 1931.
Após a revolução de 1930, foi convidado para assumir a chefia do 1° distrito da então Inspetoria Federal de Obras contra as Secas (atual DNOCS), sediado em Fortaleza. No ano seguinte, foi convidado para assumir a prefeitura de Fortaleza.
Em 1939, convidado por Roberto Mange, criou a Escola Ferroviária da Rede de Viação Cearense.
Em novembro de 1943, o então diretor do Departamento Nacional do SENAI, João Lüderitz, atribuiu-lhe a missão de instalar o SENAI nos estados do Ceará, Rio Grande do Norte, Piauí e Maranhão, que constituíam a 1ª Região do SENAI, quando fundou as escolas SENAI de Fortaleza, Cedro (CE), Natal (RN), São Luís (MA), e Juazeiro do Norte (CE).
Antônio Urbano de Almeida também ajudou a fundar a 9ª Região do SENAI que era formada por Belém e Manaus.

## Homenagens
Em 2016 recebeu o título Cidadão de Fortaleza, In Memoriam, da câmara municipal da cidade.